# به وقت خماری
به وقت خماری  یک فیلم به کارگردانی محمدحسین لطیفی با نویسندگی احمد رفیع‌زاده و تهیه‌کنندگی جمال گلی محصول سال ۱۳۹۶ است.

## خلاصه داستان
به وقت خماری یک فیلم در ژانر کمدی _ خانوادگی است که درباره چند خانواده با نسبت های فامیلی نزدیک است که در یک خانه زندگی میکند. ادامه داستان این فیلم از وقتی شروع می شود که برای دختر کوچک یکی از این خانواده ها، خواستگار می آید.

## بازیگران
- مهدی فخیم زاده (فتحی)
- هنگامه قاضیانی (گلاب)
- ابوالفضل پورعرب (ماشاءاللّه)
- پوریا پورسرخ (هدایت)
- هنگامه حمیدزاده (مژده)
- رعنا آزادی ور (نسرین)
- هومن برق نورد (قندی)
- سیما تیرانداز (ناهید)
- هادی کاظمی (محسن)
- شهره لرستانی (اکرم)
- مجید یاسر (مرتضی)
- علی سلیمانی (داوود)
- بهروز بقایی (حاج آقا)
- شیرین یزدان‌بخش (مامان ماشاءاللّه)